# John Lawson (Entdecker)
John Lawson (* 27. Dezember 1674 in London; † September 1711 in Carolina) war ein englischer Entdecker, Abenteurer und Schriftsteller. Lawson war ab 1700 maßgeblich an der Erkundung und Entwicklung des Nordteils der damaligen britischen Kolonie Carolina, des heutigen US-Bundesstaats North Carolina, beteiligt.

## Leben
Über Lawsons Leben vor seiner Ankunft in Carolina ist wenig bekannt. Er war der Sohn von Dr. John Lawson und [Isabella] Love und verfügte laut dem Vorwort seines Werks über eine gute Ausbildung.  
Im Jahr 1700 reiste er nach Amerika und kam am 15. August in Charleston an. Am 28. Dezember desselben Jahres begann Lawson von dort aus mit fünf weiteren Briten und verschiedenen indianischen Führern eine zweimonatige Expedition mit einem Kanu den Santee River hinauf, um das damals noch unbekannte Land nördlich von Charleston zu erkunden. Die Expedition endete etwa 1000 Kilometer weiter nördlich an der Mündung des Pamlico River (heute im Beaufort County). Während der Expedition machte sich Lawson umfangreiche Notizen, die er 1709 veröffentlichte (siehe unten).
Nach Ende der Expedition erwarb Lawson Land in dem Gebiet, in dem die Expedition geendet hatte und arbeitete dort zunächst privat, dann im Auftrag der Kolonialverwaltung als Landvermesser. In dem Gebiet siedelten zu diesem Zeitpunkt bereits einige verstreute Europäer. Aus Lawsons Besitzungen entwickelte sich die erste feste Siedlung North Carolinas, Bath, die bald aufblühte und zum wichtigsten Einlaufhafen North Carolinas wurde. Lawson war 1710 mit den Schweizern Christoph von Graffenried und Franz Ludwig Michel an der Gründung der zweitältesten Stadt North Carolinas, New Bern, durch schweizerische und deutsche Immigranten beteiligt.
Lawson wurde 1711 von den Tuscarora entführt und anschließend getötet, nachdem diese bemerkt hatten, dass Lawson sie bei einem Handel zu übervorteilen versucht hatte. Dieses Ereignis führte zu einer Verschlechterung des Klimas zwischen den Europäern und den Tuscarora und trug damit zum Ausbruch des Tuscarora-Kriegs bei, der nach Anfangserfolgen der Tuscarora mit deren Vertreibung endete.

## A New Voyage to Carolina
Lawson arbeitete während eines Aufenthalts in London im Jahr 1709 seine Aufzeichnungen aus, die er während der Expedition gemacht hatte. Er publizierte sie im selben Jahr unter dem Titel A New Voyage to Carolina. Darin finden sich sowohl eine tagebuchartige Chronik des Ablaufs der Expedition als auch eine Karte und detaillierte Beschreibungen der Flora und Fauna North Carolinas. Zudem enthält die Veröffentlichung eine weitgehend unvoreingenommene Darstellung der Gewohnheiten der Indianerstämme, mit denen er zusammengetroffen war, und ein kurzes Wörterbuch der Sprache der Tuscarora-Indianer. Lawsons Aufzeichnungen sind nach denen des Franzosen Jacques Cartier die ältesten verfügbaren Dokumente, die sich mit einer irokesischen Sprache befassen. Das Buch wurde ein Bestseller, erschien in mehreren Auflagen, auch unter dem Titel The History of Carolina, und wurde u. a. ins Französische und Deutsche übersetzt. Die große Verbreitung des Werks lockte viele Siedler nach North Carolina und trug so zur raschen Entwicklung der Kolonie bei.